# Carlos Muñoz (Fußballspieler, 1989)
Carlos Andrés Muñoz Rojas (* 21. April 1989 in Valparaíso) ist ein chilenischer Fußballspieler.

## Karriere

### Verein
Carlos Muñoz spielte seit dem Alter von fünf Jahren bei den Santiago Wanderers und wurde 2006 in die Profimannschaft befördert. Nach zwei Ligaeinsätzen in seiner Debütsaison wurde er in seinem zweiten Jahr deutlich häufiger eingesetzt und erzielte zwei Saisontore. 2009 wurde der Stürmer an den Klub Unión Quilpué aus der viertklassigen Tercera A verliehen. Nach seiner Rückkehr zum Verein aus Valparaíso gelang ihm der Durchbruch in der Saison 2010, als er 17 Tore in 33 Spielen erzielte. Auch in der Apertura 2011 zeigte er weiterhin gute Leistungen und es gelangen ihm acht Tore.
Im Juni 2011 wechselte Muñoz zu Rekordmeister CSD Colo-Colo, wo er auch gute Leistungen zeigte und ein Angebot aus den Vereinigten Arabischen Emiraten annahm. Nach seinem Wechsel zum amtierenden Meister al-Ahli Dubai spielte er anfangs, wurde dann aber aufgrund der Ausländerregelung aus dem Kader genommen. Dadurch wurde er an die Santiago Wanderers verliehen. 2016 kehrte die 1,73 m große Offensivkraft nach Südamerika zurück und spielte in Argentinien für CA Talleres. Dort beendete er das Auslandskapitel nach Vertragsproblemen 2017 wieder. Er spielte dann für die chilenischen Klubs Unión Española, CD Cobresal, Deportes Antofagasta und CD O’Higgins, ehe er wieder an seine alte Wirkungsstätte nach Valparaíso zurückkehrte.

### Nationalmannschaft
Beim internationalen Turnier von Toulon erzielte Carlos Muñoz für die U-22-Auswahl Chiles zwei Tore in vier Spielen.
Für die A-Nationalmannschaft gab Muñoz im März 2011 sein Debüt beim Freundschaftsspiel gegen Kolumbien, als er für Héctor Mancilla Mitte der zweiten Halbzeit eingewechselt wurde. Bei der Copa América 2011 kam er erst im Viertelfinale gegen Venezuela zum Einsatz, als er beim Rückstand von 1:2 acht Minuten vor Spielende für Luis Jiménez eingewechselt wurde. Es gelangen jedoch keine Tore mehr im Spiel, so dass Chile ausschied. Das letzte Länderspiel absolvierte Muñoz im Januar 2014 gegen Costa Rica. In seinen 14 Spielen erzielte Muñoz drei Treffer.

## Sonstiges
Seine Tochter Catalina spielt in der Jugend des CSD Colo-Colo.